# Miasta w Tanzanii
Według danych oficjalnych pochodzących z 2012 roku Tanzania posiadała ponad 140 miast o ludności przekraczającej 7 tys. mieszkańców. Stolica kraju Dodoma znajduje się na czwartym miejscu, dawna stolica Dar es Salaam jako jedyne miasto liczyło ponad milion mieszkańców; 1 miasto z ludnością 500÷1000 tys.; 22 miast z ludnością 100÷500 tys.; 7 miast z ludnością 50÷100 tys.; 59 miasta z ludnością 25÷50 tys. oraz reszta miast poniżej 25 tys. mieszkańców.

## Największe miasta w Tanzanii
Największe miasta w Tanzanii według liczebności mieszkańców (stan na 26.08.2012):
| L.p. | Miasto        | Ostan             | Liczba ludności |
| ---- | ------------- | ----------------- | --------------- |
| 1.   | Dar es Salaam | Dar es Salaam     | 4 364 541       |
| 2.   | Mwanza        | Mwanza            | 706 543         |
| 3.   | Zanzibar      | Zanzibar Zachodni | 495 074         |
| 4.   | Arusza        | Arusza            | 416 442         |
| 5.   | Dodoma        | Dodoma            | 410 956         |
| 6.   | Mbeya         | Mbeya             | 385 279         |
| 7.   | Morogoro      | Morogoro          | 315 866         |
| 8.   | Tanga         | Tanga             | 273 332         |
| 9.   | Kahama        | Shinyanga         | 242 208         |
| 10.  | Tabora        | Tabora            | 226 999         |
| 11.  | Kigoma        | Kigoma            | 215 458         |
| 12.  | Sumbawanga    | Rukwa             | 209 793         |
| 13.  | Kasulu        | Kigoma            | 208 244         |

## Alfabetyczna lista miast w Tanzanii
(czcionką pogrubioną wydzielono miasta powyżej 1 mln)
- Arusza
- Babati
- Bagamoyo
- Bariadi
- Biharamulo
- Bomang'ombe
- Bugarama
- Bukoba
- Bunda
- Buseresere
- Chake Chake
- Chala
- Chalinze
- Chato
- Dakawa
- Dar es Salaam
- Diobahika
- Dodoma
- Dumila
- Gairo
- Geita
- Handeni
- Hedaru
- Ifakara
- Igunga
- Igurusi
- Ikwiriri
- Ilula
- Iringa
- Isagehe
- Itigi
- Kahama
- Karatu
- Kasamwa
- Kasulo
- Kasulu
- Katoro
- Katumba
- Kazilamihunda
- Kibaha
- Kibaigwa
- Kibaoni
- Kibiti
- Kibondo
- Kidodi-Kidatu
- Kigoma
- Kihurio
- Kilindoni(inne języki)
- Kilosa
- Kilwa Masoko
- Kimamba
- Kiomboi
- Kirando
- Kisarawe
- Kisesa
- Kitama
- Kondoa
- Korogwe
- Kumubanga
- Kyela
- Laela
- Lindi
- Liwale
- Lushoto
- Mafinga
- Magu
- Mahuta
- Makambako
- Makuyuni
- Mang'ula
- Manyoni
- Maposeni
- Maramba
- Masasi
- Masumbwe
- Matongo
- Mbeya
- Mbinga
- Mbuguni
- Mbulu
- Mishoma
- Mikumi
- Misungwi
- Mlandizi
- Mlimba
- Mnyuzi
- Monduli
- Morogoro
- Moshi
- Mpanda
- Mpwapwa
- Mtama
- Mto wa Mbu
- Mtwara
- Mugombe
- Mugumu
- Muheza
- Musoma
- Mvomero
- Mvumi Mission
- Mwanga
- Mwanza
- Nachingwea
- Namanyere
- Nangomba
- Nansio
- Nanyamba
- Narunyu
- Ndanda
- Ndungu
- Newala
- Ngudu
- Nguruka
- Njombe
- Nkome
- Nyakitonto
- Nyalikungu
- Nzega
- Pongwe
- Ruangwa
- Rujewa
- Same
- Sengerema
- Shinyanga
- Shirati
- Sikonge
- Singida
- Sirari
- Songea
- Sumbawanga
- Tabora
- Tandahimba
- Tanga
- Tarakea
- Tarime
- Tukuyu
- Tunduma
- Tunduru
- Turiani
- Ubaruku
- Urambo
- Usa River
- Ushirombo
- Utengule
- Vikindu
- Uvinza
- Vwawa
- Wete
- Zanzibar